# Pisa (famiglia)

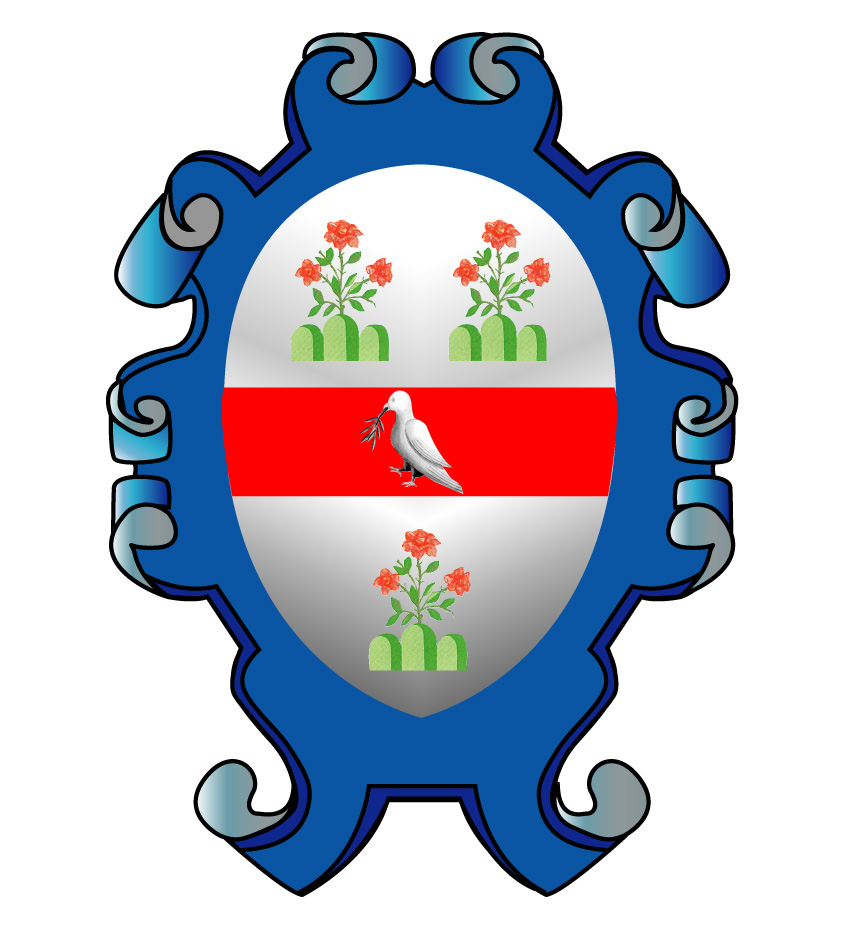
Stemma famiglia da Pisa sec. XVI (Ferrara)

La famiglia Pisa, oppure  da Pisa, è una longeva compagine familiare italiana, tuttora esistente, la quale tra i più noti esponenti annovera banchieri, imprenditori e persone di cultura. Sebbene sin dalla fine dell'Ottocento, buona parte della famiglia era su posizione di liberi pensatori, e attraverso cosiddetti matrimoni misti spesso i figli sono stati battezzati alla nascita, la documentata origine storica si rifà all'antica famiglia attestata nella Comunità ebraica di Roma nel XIII e XIV secolo e nei documenti in lingua ebraica nota con gli appellativi mi Beth El o min ha Keneset.
Denominazioni ebraiche che nei documenti in lingua latina e italiana appaiono come Scole o delle Scole. 
A questa famiglia mi Beth El a Roma nei secoli XII-XIV sono spesso collegati i colti, longevi e prolifici membri della famiglia Anaw/Anav/Anau, tuttora esistente  . 
Quella dei Pisa o da Pisa, è generalmente considerata tra le più notevoli famiglie ebraiche del Rinascimento italiano; il ramo ferrarese, in gran parte trasferito a Milano (1852), Firenze (1865) e Roma (1870), dette poi ancora taluni significativi personaggi nel corso del XIX secolo e del XX secolo.
Esistono altre famiglie italiane denominate Pisa,(che non sono di origine ebraica) sia nelle città di Milano, Roma, Napoli e ancora in altre città, le quali nulla hanno a che fare con questa famiglia, ma che comunque hanno preso denominazione dalla città da cui origina detta famiglia. Infatti per lo più le famiglie con un cognome  identico al nome di una città, hanno origine in quella città, poi disperse in altri luoghi.
Le ultime fonti attuali testimoniano che dopo secoli trascorsi , i cognomi Pisa e scola si siano riunificati, e dopo quasi 700 anni sia nato Enzo Pisa, il 7 maggio del 1994, primo portatore di entrambi i cognomi, figlio di Vitale Pisa e Nadia Scola

## Origine
Un ramo della famiglia o consorteria romana detta in ebraico mi-Beth El o min ha Keneset, con stipite Matassia Mattatia di Sabato, dal 1393 si trasferisce da Perugia in Toscana;  nel Comune umbro Mathacsia Sabbati Scole (cioè mi Beth El o min ha Keneset) negli anni Ottanta del secolo XIV era compreso tra i banchieri ebrei che godevano della cittadinanza originaria (A.Fabretti 1891).  
Nel 1393 i notai della Repubblica fiorentina stilano a nome di Matassia una concessione bancaria locale per la cittadina di San Miniato; Matassia è attivo all'incirca dallo stesso anno in Pisa durante la Signoria di Jacopo d'Appiano. Passato lo stato pisano nel 1406 alla Repubblica fiorentina, il figlio di Matassia di nome Vitale Yechiel ottiene una nuova licenza bancaria e trae da questa sede l'appellativo cognominale. (U.Cassuto 1910, M. Luzzati 1998).
Dagli anni Novanta del Trecento alla caduta di Piero de' Medici - 1494 - che significa per i mi Beth El da Pisa la perdita del favore del reggimento fiorentino, si succedono in Pisa cinque generazioni della famiglia.
Nella città di Pisa la famiglia di Vitale di Matassia prende possesso di un vasto palazzo, sito nell'attuale via Domenico Cavalca, tuttora esistente, con scola (sinagoga) privata e per tale motivo centro della piccola locale comunità ebraica (forse cinquanta persone); per un secolo e mezzo, pur in un contesto ove era presente il noto specifico pregiudizio religioso e caratterizzato da una generale incertezza politica, i da Pisa furono in relazione con i vertici politici fiorentini e in particolare con il partito mediceo, costruendo una vasta innovativa rete di banchi locali di depositi e prestiti, associando soci minori, oltre che nella Repubblica fiorentina, anche in quella di Siena e in altre località dell'Italia centrale e settentrionale (M.Luzzati 1985).
Questi banchi oltre a utilizzare mezzi propri (corpo della compagnia) accettavano depositi remunerati e fornivano prestiti sia al pubblico indistinto, sia a medi e piccoli operatori artigianali, commerciali o agricoli, a carattere locale; finanziando per questi operatori per lo più il capitale circolante, oppure effettuando credito al consumo per una variegata clientela (M. Botticini 2000).

## La famiglia nel Rinascimento
La storia dei da Pisa all'epoca del Rinascimento è stata studiata prima da Umberto Cassuto (1910 e 1918) poi più recentemente da Michele Luzzati (1985 e 1998), il quale tra l'altro ha dato notizie sulla proprietà fondiaria e immobiliare che la famiglia da Pisa detenne per oltre un secolo nell'area delle colline pisane - la villa da Pisa - che si potrebbe anche chiamare la "villa antica" di Asciano Pisano - la quale già era stata citata nel diario di David Reubenì, datato intorno alla metà del primo ventennio del Cinquecento (L.Sestieri 1991); questa possessione divenne in seguito una delle proprietà fondiarie della famiglia Cybo, duchi di Massa.
Asseverati dalla presenza nel catasto pisano (AS Pisa,FF, n.1613, c.74v e n. 1589, c. 64; n. 1590, c.189; n. 1591, c.444 bis) i da Pisa godevano della qualifica di cives (Luzzati 1985). Vitale di Isach da Pisa è citato in un atto del notaio ser Bernardino del Pattiere come nobilis vir (ASFirenze, N.A., P 212 (1484-85), ad annum, 10 aprile 1483) (M. Luzzati 1985). 
Vitale (ebraicamente Yechiel) di Isach da Pisa (m. 1490) è il più importante esponente della famiglia durante l'epoca del massimo successo mediceo avanti il Principato. Vitale intrattiene rapporti significativi con Lorenzo de' Medici e il ceto dirigente fiorentino (M.Luzzati 1985). Cecil Roth lo definisce:
(C. Roth, The Jews in the Reinassance, Philadelphia 1959, p.118)
Anche suo figlio Isach, in un atto del 1492 del notaio ser Tommaso Meucci (ASFirenze N.A. n. 13898, già M467, 1492, c.76 r)  concernente una fornitura d'acqua per la proprietà di Asciano Pisano è definito nobilis (M. Luzzati 2000).
Isach e Simone di Vitale da Pisa, tra alterne vicende, oltre che con i Medici, sono in relazione con gli Estensi, Signori di Ferrara, e con Alfonso d'Aragona, duca di Calabria, principe ereditario del Regno di Napoli, (M. Luzzati 1998).
Simone di Vitale di Isach da Pisa nei primi anni del Cinquecento aveva aggiunto ai suoi interessi la licenza esclusiva per un banco di depositi e prestiti autorizzato dal Comune di Verona; in una lettera indirizzata dall'Imperatore Massimiliano d'Asburgo nel 1509 al suo Luogotenente a Verona, si cita il titolare del banco veronese come " non inutilis fisco et camere nostre "   (ASVr Antico archivio del Comune, Ducali, reg.16, c. 14v.) (M. Luzzati 1985).
Alcuni favorevoli privilegi emessi da Leone X e poi da Clemente VII tra il 1518 e il 1531 riguardano Isach da Pisa e i suoi figli; oltre ad occuparsi della rete di banche della famiglia, Daniele di Isach fa parte a Roma del seguito del Papa Clemente VII, ed è definito come "familiare" del Pontefice. I privilegi sono confermati a Salomon di Isach da Pisa nel 1534 da Paolo III (S. Simonshon 1990). Nel 1524 Daniele da Pisa redige, raccogliendo il consenso della Congregazione ebraica di Roma, un nuovo statuto che da lui prende nome i Capitoli di Daniele da Pisa, approvati da Clemente VII (A. Milano 1935).
I da Pisa, ritornati nella Repubblica fiorentina, tra il 1514 e il 1527 godono del favore del reggimento filo-mediceo e riaprono le loro attività; la seconda cacciata dei Medici da Firenze significa per i da Pisa per la seconda volta la perdita del favore del reggimento; tuttavia già dal 1496, usciti dalla Toscana, Isach e Simone e le loro famiglie avevano posto base nel Ducato di Ferrara e nello stato bolognese.
In Bologna Abram di Isach tra il 1509 e la sua morte nel 1555 sembra l'esponente che maggiormente ricostruisce la forza economica che era stata dell'avo Vitale di Isach. La linea di Abram dirama poi a Mantova nel 1566 e a quanto pare si estingue agli inizi del secolo XVII.
Dal 1547, Vitale Yechiel Nissim di Simone da Pisa invece è nuovamente a Pisa, grazie al favorevole atteggiamento di Cosimo I verso le congregazioni ebraiche fino alla svolta del 1571; in Pisa egli abita fino alla seconda metà degli anni sessanta del secolo XVI (M.Luzzati 1998); Vitale Yechiel Nissim (m. circa 1574 a Ferrara) è stato uno studioso della Bibbia ebraica e autore di responsa. Per altro apprezzato studioso è stato anche il sopra citato cugino banchiere Abram di Isach da Pisa (m. ca 1555 a Bologna) (Jewish Encyclopedia, 1906, U. Cassuto 1910, M.Luzzati, 1998).
Il figlio di Vitale Nissim, di nome Simone Shemuel da Pisa, ottiene il diploma di artium et medicinae doctor (professore) all'Università di Pisa nel 1554, con dispensa papale (C. Fedeli 1911), qualifica molto rara per un medico ebreo, tra l'altro comportante l'appellativo di Dominus Magister ed eserciterà la professione nello stato Estense.
Dalla caduta di Piero de' Medici - 1494 - i Duchi Estensi sono stati un costante punto di riferimento per la famiglia da Pisa; membri di essa, a partire dal 1499, si inseriscono tra le case ebraiche che, assieme a licenze di banco e mercantili ottengono rari privilegi dai Duchi di Ferrara (comprese lettere patenti con l'attribuzione della qualifica di nobili e l'iscrizione nel relativo elenco della casa Estense).
Per tutto il secolo XVI gli Estensi tengono in considerazione la famiglia; il 22 aprile del 1561 Emanuele di Salomone di Isach da Pisa dopo aver studiato presso varie università ottiene a Ferrara il raro diploma di artium et medicinae doctor (M.Luzzati 1985).
Con l'avvento della dominazione spagnola in Italia e il mutamento dell'orientamento, di fatto, più spesso "tollerante" della Curia vaticana (L.Poliakov 1965), inizia a mutare anche il clima per gli ebrei: la prima svolta avviene nel 1555 con la bolla Cum nimis absurdum emanata il 12 luglio 1555, quando Papa Paolo IV, il cardinale Carafa ex capo della Santa Inquisizione divenuto Pontefice, decreta norme restrittive della libertà religiosa, della libertà personale, nonché di quella economica.
Inizia, pur in modi non uniformi, l'età dei Ghetti e del rilancio del pregiudizio religioso anti-ebraico  (A.Milano 1963).
Intorno ai primi decenni del secolo XVII anche a Ferrara e a Mantova si arriva a creare il Ghetto, cioè istituire norme restrittive della libertà personale e religiosa. 
Durante il Seicento e Settecento vari rami della famiglia si estinguono, per cui rimangono solo i mi Beth El da Pisa abitanti a Ferrara e a Rovigo; da documenti notarili ferraresi si evince il passaggio dal cognome "da Pisa" in "Pisa".

## Ottocento e Novecento
Elia Pisa (Ferrara 1753-ivi 1808), di Abramo, residente a Ferrara, è più attivo nel Ducato di Modena; ebreo a Ferrara (dove è membro della confraternita Ghemilut ha chasadim - misericordia e morte -), a Modena tale caratteristica non viene presa in esame nei rapporti con la Corte Estense e nelle lettere patenti con le quali il benevolo Duca, grazie a particolari servigi, lo gratifica con un provvedimento nobiliare di barone, trasmissibile per primogenitura, mentre agli altri spetta la qualifica di nobili dei baroni.
Dopo l'esperienza favorevole anche in termini economici del cosiddetto periodo francese, le linee principali della famiglia Pisa sono quelle dei discendenti di Elia, i fratelli Beniamino  (1775-1833), Moisè Aron (1781-1848) e Zaccaria (1788-1833), figli di Elia e di Giuditta Lampronti, commercianti-banchieri locali e possidenti in provincia di Rovigo, Lombardo-Veneto asburgico, dove già sin dall'epoca di Giuseppe II (1782 Judentolleranzpatent) erano cadute quasi tutte le restrizioni normative a carico dei sudditi israeliti.
Dai fratelli Moisè Aron e Zaccaria Pisa si diramano significativi esponenti tra Milano (1852), Firenze (1865) e Roma (1870).
Figlio di Zaccaria e Venturina Finzi, trasferitosi a Milano nel 1852 e acquisita la cittadinanza a fronte dello status di possidente in area di Rovigo (Lombardo-Veneto), è il noto banchiere privato Luigi Israele Pisa (Ferrara 1813-Milano 1895); egli è significativamente attivo, con la ditta Zaccaria Pisa (anche Z. Pisa, fondata dal padre nel 1831), sia in operazioni di sconto di effetti commerciali, anticipazioni, mutui immobiliari, sia nella sottoscrizione e collocamento dei titoli del debito pubblico del Regno - dal 1863 in avanti - e di titoli di grandi imprese.
Politicamente Luigi Pisa è simpatizzante per gli ambienti risorgimentali (liberali, democratici e mazziniani); già con lo Statuto del 1848 adottato poi nel Regno d'Italia (proclamato il 17 marzo 1861), Casa Savoia aveva del tutto parificato i sudditi israeliti, per altro abitanti per secoli nei territori sabaudi con una certa libertà relativamente ai tempi. 
La casa bancaria Zaccaria Pisa ha la veste di una ditta in "comunione" (associazione) di capitali, di cui sono contitolari anche Leopoldo Leone (Ferrara 1814-Milano 1872) e Giuseppe (Ferrara 1827-Milano 1904); questa firma è tra i primi operatori (broker) alla nascente Borsa di Milano; sin dall'inizio partecipa alla sottoscrizione e collocamento al pubblico delle azioni e obbligazioni della Società italiana per le strade ferrate meridionali (D. Novacco 1964) portando per molti decenni in assemblea circa un 2-3 % del capitale sociale di questa grande impresa italiana, promossa da Pietro Bastogi nel 1862; Luigi Pisa è inoltre amico e sostenitore di Edoardo Sonzogno, editore del quotidiano milanese Il Secolo; è poi tra i vari finanziatori del quotidiano economico-finanziario Il Sole.
Luigi Pisa è a lungo tra i membri del Consiglio di Reggenza della sede di Milano della Banca Nazionale nel Regno d'Italia, del Consiglio di amministrazione della Strade Ferrate Meridionali e oltre ad operare come broker in Borsa, sostiene e segue direttamente lo sviluppo di significative imprese industriali milanesi, tra cui, dagli inizi, l'azienda cotoniera fondata da Ernesto De Angeli e la Società di Macinazione - Molini Certosa fondata con Achille Levi, convogliando capitali "di rischio" attraverso il collocamento al pubblico dei loro titoli azionari e obbligazionari.
Sviluppando la consistenza del proprio capitale, la casa bancaria Zaccaria Pisa, dei fratelli Pisa, amplia anche le possessioni fondiarie a carattere agricolo e successivamente le proprietà immobiliari, tra cui gli uffici siti vicino a piazza della Scala (via S. Giuseppe 4, ridenominata dal 1901 via G. Verdi). 
Notevoli proprietà fondiarie sono acquisite dai titolari della Zaccaria Pisa, una "ditta in comunione di capitali" in zona Pieve Emanuele e in zona Bereguardo, tra cui il castello di Bereguardo. 
Come altre case bancarie private la Zaccaria Pisa accettava conti di deposito, vincolati o finalizzati a singole operazioni, scarsi i depositi in conto corrente. Accanto ai titolari si muovevano poi in modo informale capitali di altri investitori, cugini, altri parenti e amici.
Insieme all'attività di sconto di effetti commerciali, anticipazioni e altri finanziamenti, agenti di cambio, una limitata presenza azionaria e il finanziamento di selezionate imprese industriali e le collegate operazioni sui titoli, in pool con altri operatori, è una caratteristica dell'azione della Banca Zaccaria Pisa; questa propensione viene perseguita in tutta la sua attività, mentre allo stesso tempo clienti-investitori e amici ne seguivano i consigli per gli investimenti mobiliari e immobiliari. 
La clientela si può definire prevalentemente "all'ingrosso", cioè imprese di rilievo, grandi e medi patrimoni privati, alcune banche medie o piccole.
Accanto a Luigi ha operato, come contitolare nella Banca Zaccaria Pisa, il più giovane fratello Giuseppe Pisa (Ferrara 1827-Milano 1904); a ventuno anni combattente con Garibaldi nel 1848, anch'egli oltre all'attività di compravendita titoli per clienti, ha diretto operazioni di Borsa in favore di imprese industriali e sin dalla seconda metà degli anni novanta (1895-6) è stato membro del sindacato di controllo della Edison (con circa un 2-3% del capitale sociale) accanto alla casa Feltrinelli e alla Banca Commerciale Italiana, pool che ha attuato, con l'ing. Esterle, il rilancio tecnico basato sulla corrente alternata in sostituzione della obsoleta corrente continua propugnata da T.A. Edison (Storia industria elettrica in Italia 1882-1914, 1992); è stato dal 1895 fino alla sua scomparsa, attivo Consigliere di Amministrazione della Società Edison.
Giuseppe si è occupato del finanziamento di varie imprese industriali milanesi, seguendo direttamente, anche con piccole quote azionarie, lo sviluppo in particolare della De Angeli, della Molini Certosa, della Ferrovia Suzzara-Ferrara, della Edison, della Ricordi, della Filotecnica ing. Salmoiraghi e partecipando come Banca Zaccaria Pisa a varie operazioni di credito mobiliare insieme alla Banca Commerciale Italiana (A.Confalonieri 1974).  Dopo la morte del fratello Luigi e l'uscita dalla ditta bancaria dei capitali prima di Giulio e qualche anno dopo anche di Ugo, eredi di Luigi, egli resta il principale esponente e detentore della grande maggioranza del capitale immesso nella Zaccaria Pisa, concedendo una piccola presenza di capitale al procuratore e nipote Luigi Della Torre. Senza figli, Giuseppe nomina suo erede universale il minore Luigi Giuseppe (n. nel 1890), suo nipote in quanto figlio di Ugo di Luigi, affidando l'amministrazione del patrimonio all'altro nipote Giuseppe Sullam, figlio di una sorella, e gerente della ditta bancaria, fino alla maggiore età di Luigi Giuseppe.
Della linea discesa da Moisè Aron e Rachele di Elia Sinigaglia, i loro figli maschi sono Abramo Pisa (Ferrara 1817-ivi 1900) e Elia Salomone Pisa (Ferrara 1831-Firenze 1905), cugini di Luigi e Giuseppe Pisa.
Abramo a Ferrara è attivo inizialmente con il fratello, proseguendo la ditta mercantile-bancaria M.A. Pisa & C., poi dal 1882 con una sua ditta solo commerciale, importazione e commercio all'ingrosso di metalsiderurgici e affini e si occupa anche di compravendite e gestioni fondiarie; Abramo e Salomone nel 1858 donano un intero palazzetto alla Comunità ebraica di Ferrara. 
Anche i figli di Abramo, Arturo e Luigi sono imprenditori e finanzieri attivi in operazioni fondiarie; titolari di una ditta grossista in campo dei prodotti metalsiderurgici con depositi in Ferrara e Bologna; nei primi decenni del secolo XX Arturo partecipa anche a similari imprese industriali (Società per azioni italiane, Notizie statistiche, ed.XIII, 1932.p.884); in Bologna fino agli anni Sessanta i discendenti di Arturo sono proprietari della Villa Spada.
Elia Salomone fonda a Firenze nel 1865 la ditta S. Pisa, casa mercantile che opera nel commercio all'ingrosso di metalsiderurgici e anche nello sconto di tratte di commercianti, che poi sono presentate per il risconto presso grandi banche, nonché nella compravendita di titoli mobiliari, fino al nuovo Codice di commercio del 1882. Egli è spesso associato in singole operazioni mobiliari ai titolari della Zaccaria Pisa. Viticultore a Compiobbi, partecipa alla vita pubblica fiorentina nell'area socialista riformista (socialdemocratica). Inoltre apre in Firenze una tipografia, ancora continuata dal figlio Virgilio infine sotto il nome di Stabilimento Tipografico Pisa & Lampronti.   
Figlio di una sorella di Luigi e Giuseppe, Elisa Pisa, e del possidente e imprenditore agricolo veneziano Costante Sullam, l'ing. Giuseppe Sullam (1842-1927), sarà efficacemente e a lungo tra i gerenti della Banca Zaccaria Pisa; partecipando tra l'altro alla fondazione e amministrazione della Società Quartieri Industriali Nord Milano (Società italiane per azioni - Notizie statistiche 1914 ad nomen, id 1920, id 1928), mentre il fratello Benedetto è a lungo presidente della Banca Veneta di Depositi e Conti Correnti. Dal febbraio 1904, morte di Giuseppe Pisa, l'ing. Sullam ha l'importante ruolo di amministratore della "eredità Giuseppe Pisa" in attesa che il minore Luigi Giuseppe, figlio di Ugo, possa acquisirla in proprio; appoggia il procuratore Della Torre in varie operazioni; nel 1909 approva la proposta di Della Torre di acquisire il quotidiano Il Secolo. La Z. Pisa aveva già immesso capitali nella Treves editori, Milano.
Eredi di Luigi (m. 1895) sono i figli maschi Ugo e Giulio, avuti dalla consorte Vittoria Vitali, i quali tuttavia non seguono l'attività della banca di famiglia: Giulio esce subito dalla ditta bancaria e Ugo più tardi.
La diffusa "laicizzazione" segna anche una certa distanza di taluno delle nuove generazioni dalle forme dell'osservanza della tradizione religiosa ebraica (forme e attitudini che, peraltro, durante l'epoca dei ghetti anche per difesa si erano, per alcuni versi, complicate e irrigidite); i matrimoni "misti" spesso, seppure non sempre, contribuiscono all'indebolimento della trasmissione tra le generazioni. 
Così, troviamo che dalla fine del sec. XIX mentre taluni dei Pisa mantengono l'aderenza alle congregazioni ebraiche costituite e alla loro tradizione, altri, come prima accennato, allo stesso modo di rami di altre significative famiglie ebraiche italiane, si sono identificati con un sostanziale agnosticismo, con la posizione di libero pensatore o lasciando che i figli passassero alla religione di maggioranza. Si può dire che già agli inizi del Novecento buona parte dei membri della famiglia erano su queste posizioni.
Ugo Pisa (Ferrara 1845- Milano 1910) laureato in giurisprudenza a Pavia, volontario con Garibaldi nella guerra del 1866, attivo con funzione di attaché diplomatico e presente anche nel Regno Unito e in Cina (1869-1874), dopo un'esperienza nella banca paterna, è stato consigliere comunale a Milano (1889-1894 e 1895-1897), nell'area Società democratica lombarda (radicali e liberali progressisti) e consigliere di amministrazione della Banca Popolare di Milano (1889-1891). Sposato con Clelia Bondi, è stato presidente della Camera di Commercio di Milano (1893-1900), filantropo e collezionista d'arte, senatore del Regno nel 1898, particolarmente attivo nella promozione di innovativa legislazione sociale, sostenitore dell'avvio e poi del funzionamento della Società Umanitaria (M.T.Sillano 2004). È con una piccola quota tra i numerosi soci del quotidiano Il Tempo, diretto da Claudio Treves. Nei primi anni del Novecento esce dalla casa bancaria Z. Pisa ritirando i capitali ivi investiti. Tra il 1904 e la morte, avvenuta nel 1910, con funerale laico, il senatore Ugo è sostenitore dell'Istituto di credito per le cooperative, S.A. Milano, fondato dalla Società Umanitaria.
Una via a Milano ricorda il suo nome; a suo nome nel 1913 viene costruita, dal figlio Luigi Giuseppe, la colonia Ugo Pisa, a Marina di Massa per curare bambini con problemi respiratori e il parco Ugo Pisa, donati al Comune.
Giulio Pisa (Ferrara 1851-Milano 1905), si laurea in ingegneria, ma poi si dedica prevalentemente alla vita pubblica, come consigliere comunale nell'area Società democratica lombarda (radicali e liberali progressisti), è collezionista ed esperto d'arte, saggista e  autore di teatro; sposato con Antonietta Rizzi, è tra i curatori di una edizione della mostra che poi diventerà la Biennale di Venezia.
Erede con il fratello Ugo della ditta bancaria Z. Pisa, poco dopo la morte del padre Luigi esce dalla "comunione bancaria" ritirando i suoi capitali. Filantropo, Giulio Pisa con testamento dispone un rilevante lascito all'Ospedale Maggiore di Milano; inoltre Giulio aveva già donato all'omonimo comune il castello di Bereguardo (sito Comune di Bereguardo, Donazione Castello); la cittadina ha intitolato una via al benefattore.
Associati spesso alle operazioni mobiliari della Zaccaria Pisa sono Virgilio Pisa (Ferrara 1855-Firenze 1927), figlio di Elia Salomone e dopo la morte del padre nel 1905 proprietario della casa commerciale S. Pisa, consigliere comunale a Firenze, consocio, consigliere di amministrazione e poi presidente della Osva - Officine Sesto San Giovanni & Valsecchi Abramo (Società italiane per azioni - Notizie statistiche 1914 p. 473, 520, 1241; idem edizioni 1920 e 1928), e con lui il più giovane fratello Umberto R. Giuseppe (Roma 1871-ivi 1954), sposato con Beatrice Roccas, anche egli imprenditore a Roma nello stesso settore con un'altra casa commerciale (Società italiane per azioni-Notizie statistiche 1914, p.1241; idem edizioni seguenti).  
Procuratore nella Zaccaria Pisa negli anni Novanta del secolo XIX è il banchiere, attivo nella vita pubblica, Luigi Della Torre (Alessandria 1861- Casciago 1937), nipote di Luigi in quanto figlio di una sua figlia premorta di nome Jenny. 
Luigi Della Torre è già socio minoritario dello zio Giuseppe (restato dopo l'uscita di Giulio e di Ugo proprietario della banca), poi morto Giuseppe, nel 1911, dopo la maggiore età di Luigi Giuseppe Pisa (1890-1930), si associa in una nuova snc Zaccaria Pisa con il giovane erede Pisa, erede sia di Giuseppe sia del padre senatore Ugo, proprietario della maggior parte del capitale dentro la comunione "Zaccaria Pisa" e dentro la nuova snc. 
Sposato con Teresa Mombelli, Luigi Della Torre dal 1913 fino al 1925 è fattivo presidente della Società Umanitaria, succedendo all'avv. Luigi Majno che precedentemente affiancava come vice presidente; è creato senatore del Regno nel 1913 per l'area democratica sociale. 
Diventa presidente e animatore dell'Istituto di credito per le cooperative, S.A. Milano - fondato nel 1904 dalla Società Umanitaria - sostenendo tra l'altro le iniziative delle cooperative di lavoro, attive negli appalti pubblici e nelle bonifiche agrarie, guidate da Nullo Baldini.
Della Torre ricopre la carica di consigliere di amministrazione di varie importanti società milanesi (Società italiane per azioni - Notizie statistiche 1914 ad nomen, id. 1920 id. 1928) (Storia industria elettrica in Italia 1914-1925, 1993), ed è presidente della Treves editori, la maggiore casa editrice italiana fino al 1938, di cui la Z. Pisa è socia minoritaria fino a poco dopo il 1930, essendo in tale veste anche tra le promotrici della Enciclopedia Italiana; Della Torre resta in amichevoli rapporti con Carlo Feltrinelli, ed è vice presidente della Edison fino alla fine dei suoi giorni. 
Con il socio ing. Giuseppe Pontremoli, tra il 1913 e il 1925, segue con la Z. Pisa le iniziative dell'editore Enrico Bemporad; come senatore del Regno è vicino a personaggi dell'area politica democratica e radicale (liberali progressisti).
Stimato da tempo da Bonaldo Stringher e dai vertici delle grandi banche milanesi (F. Bonelli 1971), nel 1919 è il primo presidente dell'Associazione Bancaria Italiana (ABI), carica che riveste fino alla "fascistizzazione" del 1925 (tra l'altro acquisisce la sede di piazza del Gesù e fonda la Rivista Bancaria).
Una delle figlie di Della Torre, Michelina, sposa nel 1916 l'avv. Rinaldo Majno, che in seguito affiancherà come braccio destro Della Torre.
Luigi Pisa (Milano 1890-ivi 1930) divenuto maggiorenne e laureatosi, pur ricoprendo la veste di gerente, si occupa da lontano della gestione della Banca Zaccaria Pisa, di cui è apportatore del 90% del capitale, lasciandola a Sullam e Della Torre; fa costruire a Marina di Massa, intitolata al padre, la colonia Ugo Pisa (1913) e il vicino parco Ugo Pisa; un asilo a Pieve Emanuele a nome di Giuseppe Pisa; si dedica soprattutto ai suoi interessi culturali, tra cui l'ampliamento della sua importante collezione d'arte, che raggiunge dimensioni per le quali gli occorre tutta una villa in Fiesole, la villa della Luna a San Domenico e un'altra a Roma, in zona Parioli, attuale ambasciata Svizzera.
Tra il 1922 e il 1924 l'Istituto di credito per le cooperative, S.A., Milano, subisce forti perdite, che si ripercuotono sulla Zaccaria Pisa che era il socio maggioritario e anche la principale finanziatrice interbancaria. 
Perdite rinvengono alla Zaccaria Pisa anche dalla partecipazione maggioritaria alla società che edita il quotidiano Il Secolo, che tra il 1922 e il 1923 è tra i quotidiani che subiscono i sequestri politici decretati dal nuovo governo.
Nel 1925-1926 la Banca Zaccaria Pisa snc subisce forti perdite sui finanziamenti e sulla partecipazione azionaria che affiancavano la presenza della Western Electric nella Società Telefonica della Puglia, S.A. alla quale il governo, nel riassetto generale del comparto telefonico, attuato nel 1925, non rinnova la concessione.
La crisi di liquidità innescata dalla riduzione della circolazione, attuata dalla Banca d'Italia per disposizione del governo a partire dal 1927, inizia a colpire l'economia, la Borsa e le banche producendo ulteriori perdite su crediti per la Zaccaria Pisa e un fermo della tradizionale attività di broker borsistico; segue la cosiddetta crisi del 1929.
Dopo la morte di Luigi Giuseppe Pisa è decisa la messa in liquidazione della casa bancaria Zaccaria Pisa snc (fine 1930- primavera 1933). 
L'avv. Rinaldo Majno nel 1936 sarà incaricato di liquidare definitivamente la Finanziaria Zaccaria Pisa S.A.
Altri esponenti della famiglia ancora da segnalare sono il pittore Alberto Pisa (Ferrara 1864-Firenze 1930) figlio di Abramo e Malvina Anau, il quale ha lavorato lungamente a Londra, recentemente una via è stata intitolata a suo nome nella città natale; Bruno Pisa (Ferrara 1897- Isonzo 1917), figlio di Luigi di Abramo e Graziella Ravenna, sottotenente decorato con medaglia d'argento al V.M. e pubblicamente commemorato dall'amico Italo Balbo (A.C. Pico Cavalieri).